# Campanha de Envio ao Campo
Campanha de Envio ao Campo (chinês simplificado: 上山 下乡 运动) foi uma política instituída na República Popular da China no final da década de 1960 e início dos anos 1970. Como resultado do pensamento anti-burguesia predominante durante a Revolução Cultural, Mao Tse-tung declarou que certos jovens urbanos privilegiados (Zhiqing) seriam enviados para as zonas montanhosas ou aldeias agrícolas, a fim de aprenderem com os trabalhadores e camponeses dali. No total, aproximadamente 17 milhões de jovens foram enviados para áreas rurais como resultado do movimento.
A política de Mao diferia da política de envio de Liu Shaoqi no início da década de 1960 em seu contexto político. Liu Shaoqi, instituiu a primeira política de envio para redistribuição populacional devido ao excesso da população urbana após os Três Anos de Desastres Naturais e do Grande Salto Adiante. O objetivo declarado de Mao para a política era garantir que os estudantes urbanos pudessem "desenvolver seus talentos ao máximo" através da educação entre a população rural.
De 1968 até final da década de 1970, jovens das cidades chinesas são enviados para o campo. Este é um fenômeno único, exceto talvez a programa de envio organizada pelo regime do Khmer Vermelho no Camboja (onde toda a população foi transferida para o campo, com consequências dramáticas). Na China, o grupo quis transformar a juventude urbana em agricultores para o resto de suas vidas. 
Como resultado, muitos novos graduados do ensino médio, que ficaram conhecidos como a "juventude rústica da China" (os zhiqing), foram forçados a sair das cidades e exilarem em áreas remotas da República Popular da China. Mao fez uso desta política para enviar aos campos a Guarda Vermelha. Essencialmente, Mao usou o movimento para acabar com tumultos e remover de vista o embaraço do início da Revolução Cultural. Assim, os guardas vermelhos foram enviados para os campos longínquos, a fim de conhecer a realidade camponeses. Alguns analistas consideram estas pessoas, muitas das quais perderam a oportunidade de frequentar a universidade, como a "geração perdida" da China. Autores famosos que escreveram sobre suas experiências durante o movimento incluem o Prêmio Nobel Liu Xiaobo, Jiang Rong, Ma Bo e Zhang Chengzhi, todos os quais foram para a Mongólia Interior. Balzac e a Costureirinha Chinesa de Dai Sijie recebeu muitos elogios por sua visão da vida dos jovens enviados para as aldeias rurais da China durante o movimento. (ver literatura de cicatriz).